# Medalla del 60è Aniversari de les Forces Armades Soviètiques

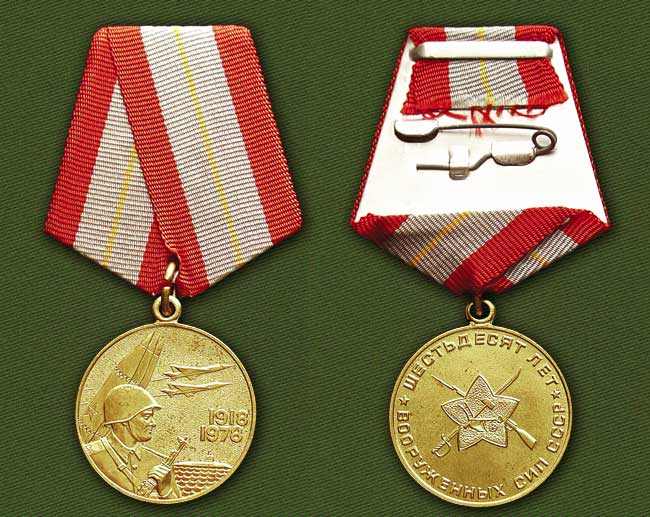
Anvers i revers

La Medalla del 60è Aniversari de les Forces Armades Soviètiques (rus: Медаль «60 лет Вооружённых Сил СССР») és una condecoració soviètica, creada per Leonid Bréjnev i instituïda mitjançant el Decret de la Presidència del Soviet Suprem de l'URSS del 28 de gener de 1978, en la commemoració del 60è aniversari de les Forces Armades de l'URSS. La regulació, disseny i descripció de la medalla van ser publicades a la Gaseta del Soviet Suprem de l'URSS nº.5 de 1978.
Va ser atorgada a:
- Mariscals, generals, almiralls, oficials, alferes, alferes de navili, sots-oficials, soldats i tropa reenganxada que el 23 de febrer de 1978 figurin als quadres de l'Exèrcit Soviètic, la Flota de Guerra, l'Exèrcit del Ministeri de l'Interior (NKVD) i l'Exèrcit del Comitè de Seguretat de l'Estat (KGB).
- Els antics Guàrdies Rojos, els veterans de les operacions militars en defensa de la Pàtria Soviètica en les files de l'Exèrcit Roig o membres dels cossos Partisans durant la Gran Guerra Patriòtica de 1941-1945
- Els veterans de l'Exèrcit Soviètic en reserva o en retir, amb un mínim de 20 anys de servei i que hagin guanyat algun orde soviètic o les medalles al Valor, d'Uixakov, pel Servei de Combat, de Nàkhimov, al Servei Distingit en la Vigilància de les Fronteres de l'Estat o pel Servei Militar Distingit

Penja a l'esquerra del pit, i se situa després de la medalla commemorativa del 50è Aniversari de les Forces Armades de l'URSS.
L'autor de la medalla és el pintor Leonid Danílovitx Pilipenko.
La seva concessió es feia en nom de la Presidència del Soviet Suprem de l'URSS pels caps de les unitats militars, els caps dels establiments i casernes militars, els caps dels establiments i casernes militars aliats, les repúbliques autònomes, les casernes militars territorials, regionals, de districte i ciutat.
Tot i que segons els estatuts només es preveia la concessió d'una única medalla per persona, són coneguts els casos d'una condecoració repetida. Entre elles trobem al major general Nikolai Prokofevitx Zubarev i al coronel de la milícia Alexandre Alekseevitx Txelaev. És possible suposar que això succeïa per les fallades de coordinació entre els òrgans que presentaven les relacions de persones proposades a rebre-la (en què una persona podia figurar a la llista de la comissaria militar d'on residia i de la unitat on servís abans de retirar-se). En total, s'atorgà a 10.723.340 persones, aproximadament.

## Disseny
Una medalla de llautó de 32mm de diàmetre.
A l'anvers apareix un soldat de l'Exèrcit Soviètic amb el fusell automàtic. Al seu darrere apareixen 3 míssils i dos avions de combat, i a la seva dreta, sobre l'horitzó del mar, apareix un submarí. Al damunt apareixen des dates "1918" i "1978".
Al revers apareixen les inscripcions ШЕСТЬДЕСЯТ ЛЕТ ("Seixanta-dos anys") i ВООРУЖЕННЫХ СИЛ СССР ("Forces Armades de l'URSS"), separades per dos estrelles. Al centre hi ha una estrella de 5 puntes amb una arada i un martell al mig, amb un fusell i un sabre creuats al darrere.
Penja d'un galó pentagonal de 24mm d'ample de seda de muaré gris. A les puntes de la cinta hi ha una franja vermella de 5mm. Al centre, hi ha una franja daurada d'1mm.